# Naruto: Ultimate Ninja 3
 (octobre 2019).
Si vous disposez d'ouvrages ou d'articles de référence ou si vous connaissez des sites web de qualité traitant du thème abordé ici, merci de compléter l'article en donnant les références utiles à sa vérifiabilité et en les liant à la section « Notes et références ».
Naruto Ultimate Ninja 3 est un jeu vidéo de combat, opposant deux joueurs, développé par Bandai et sorti au Japon sur PlayStation 2 en 2005.
Ce jeu met en scène les personnages de la série Naruto. Différents modes de jeu sont disponibles, comme le mode Versus, le mode Arcade et le mode Histoire.

## Personnages
- Sasuke
- Naruto
- Sakura
- Neji
- Lee
- Tenten
- Ino
- Shikamaru
- Chôji
- Hinata
- Shino
- Kiba
- Gaara
- Kankurô
- Temari
- Kakashi
- Gaï
- Asuma
- Kurenai
- Kabuto
- Shizune
- Orochimaru
- Jiraya
- Tsunade
- Itachi
- Kisame
- 1er Hokage
- 2e Hokage
- 3e Hokage
- L'Éclair Jaune
- Kimimaro
- Sakon/Ukon
- Kidômaru
- Tayuya
- Jirôbô
- Sakon & Ukon
- Equipe Konohamaru
- Hanabi
- Anko
- Haku
- Zabuza

Peu de personnages sont disponibles au début. Il faut terminer les deux modes Compétition Ultime + le mode Histoire pour les avoir tous.